# Abdelaziz Souleimani
Abdelaziz Soulaimani (en arabe : عبدالعزیز سلیماني), né le 30 avril 1958 au Maroc, est un joueur de football international marocain qui évoluait au poste de milieu de terrain.

## Biographie

### Carrière en club
Abdelaziz Soulaimani joue en faveur du Maghreb de Fès.

### Carrière en sélection
Il dispute avec l'équipe du Maroc, trois matchs rentrant dans le cadre des éliminatoires du mondial 1986.
Il figure dans le groupe des sélectionnés lors de la Coupe du monde de 1986. Lors du mondial organisé au Mexique, il joue trois matchs : contre la Pologne, l'Angleterre, et le Portugal.
Il participe également à la Coupe d'Afrique des nations de 1986, compétition lors de laquelle le Maroc se classe quatrième.

## Les matchs avec l'équipe nationale
1. 31/01/1985 Cochin Inde - Maroc 0 - 1 Nehru Cup
2. 02/02/1985 URSS - Maroc Kochi 1 - 0 Coupe NEHRU
3. 07/04/1985 Maroc - Malawi Rabat 2 - 0 Elim. CM 1986
4. 21/04/1985 Malawi - Maroc Blantyre 0 - 0 Elim. CM 1986
5. 07/08/1985 Maroc – Tunisie 2 - 2 Jeux Arabes
6. 08/09/1985 Zaire – Maroc Kinshasa 0 - 0  Elim. CAN 1986
7. 18/10/1985 Libye - Maroc Benghazi 1 - 0 Elim. CM 1986
8. 08/03/1986 Algérie - Maroc Alexandrie 0 - 0 CAN 1986
9. 11/03/1986 Cameroun - Maroc Alexandrie 1 - 1 CAN 1986
10. 17/03/1986 Egypte - Maroc Le Caire 1 - 0 ½ Finale CAN 1986
11. 20/03/1986 Côte d’ivoire - Maroc Le Caire 3 - 2 Classement CAN 1986
12. 02/06/1986 Pologne - Maroc Monterrey 0 - 0 CM 1986
13. 06/06/1986 Angleterre - Maroc Monterrey 0 - 0 CM 1986
14. 11/06/1986 Portugal - Maroc Guadalajara  1 - 3 CM 1986